# Drakenstein
Le Drakenstein est une chaîne de montagnes située au Cap-Occidental en Afrique du Sud.

## Géographie

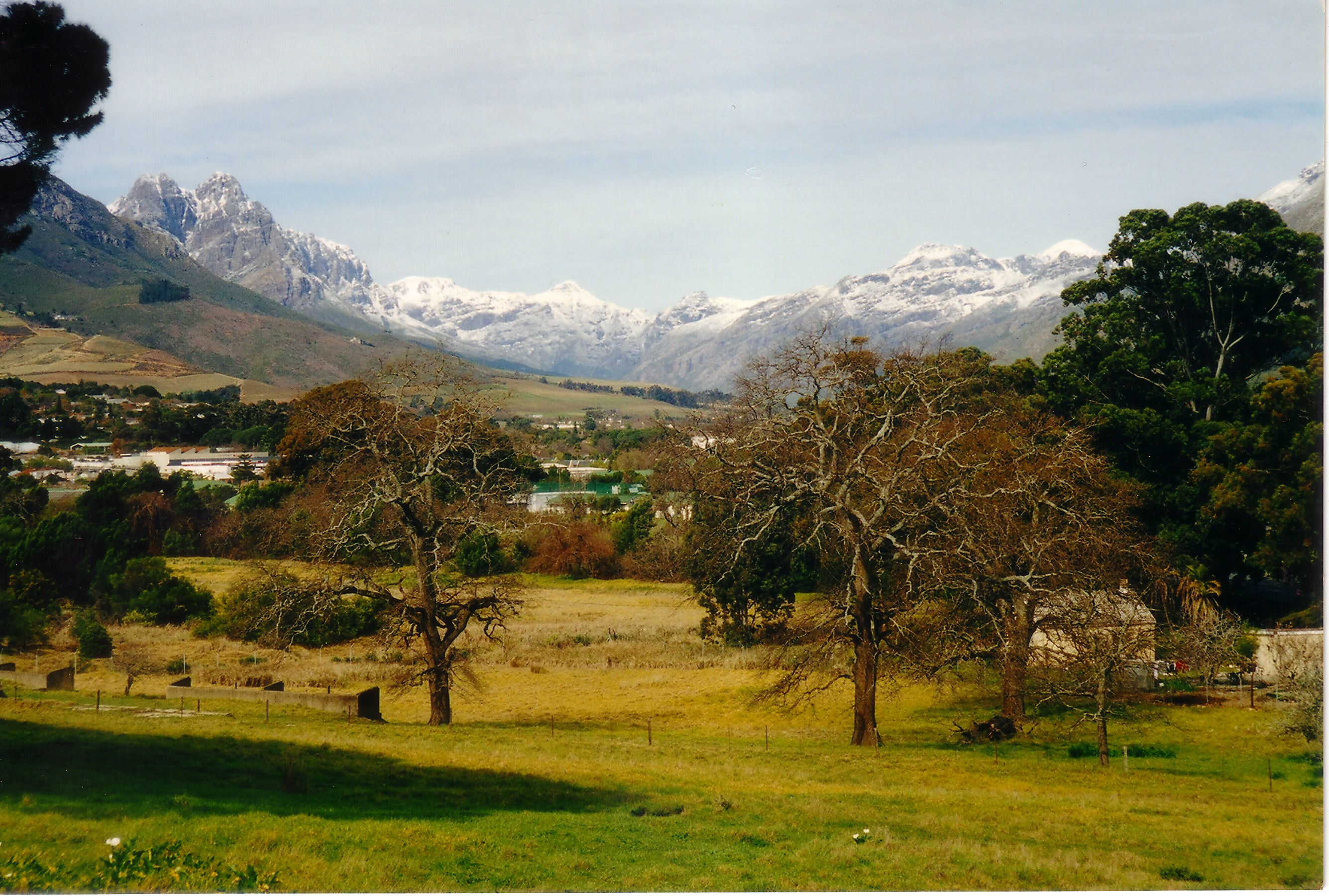
Vallée de Jonkershoek et Groot Drakenstein vus depuis Stellenbosch.

Située face au Simonsberg, le Drakenstein fait partie de la ceinture plissée du Cap. Elle se compose de deux chaînes distinctes, le Klein Drakenstein et le Groot Drakenstein. La première est située à l’est de Paarl et délimitée par le tunnel Huguenot sur l’autoroute N1 et le col Du Toitskloof (820 m) sur la route R101. La seconde est beaucoup plus grande et est située au sud de Franschhoek et de Stellenbosch, avec le pic Victoria (1 590 m) comme point culminant. Elle n'est traversée par aucun col de montagne, mais contient la réserve naturelle de Hottentots-Holland et détient également le titre de l’endroit le plus humide d'Afrique du Sud dans les parties supérieures de la réserve naturelle de Jonkershoek, avec plus de 2 000 millimètres de précipitations par an, raison pour laquelle le barrage de Wemmershoek a été construit dans cette chaîne de montagnes.
La majeure partie de la végétation s'inscrit dans le biome de la région floristique du Cap, et les roches primaires sont du groupe du grès de la montagne de la Table. La région se situe en zone climatique méditerranéenne, avec des hivers frais, humides et de la neige sur les hauteurs, et des étés chauds et secs. Le pic isolé face à la ferme viticole de Boschendal est nommé « dent du Diable » en raison de sa ressemblance avec une grande dent. La chanteuse et auteure-compositrice britannique Lily Allen a tourné le clip de sa chanson Air Balloon au pied de la montagne, dans un château abandonné. La chaîne de montagnes est sauvage mais quelques sentiers la traversant, colonisés par des babouins, et c'est aussi le territoire du léopard du Cap qui parcourt les montagnes et les fermes environnantes. Pour les amateurs de randonnées un sentier avec des gîtes va jusqu’à Hermanus.

## Histoire
Les montagnes et la vallée à leur pied sont nommées ainsi d’après l’ancien militaire et administrateur colonial de la Compagnie néerlandaise des Indes orientales, Hendrik Adriaan van Rheede tot Drakenstein, qui exerça au Cap en tant que commissaire général en 1685. Drakenstein (orthographe moderne : Drakestein) était le nom de son domaine aux Pays-Bas.